# Sarcoglycane
Sarcoglycane bilden eine Gruppe von Transmembranproteinen (α-, β-, γ-, δ-, ε- und ζ-Sarcoglycan), die in der Sarkolemm der Muskelzellen quergestreifter Muskulatur vorliegen. Sie bilden gemeinsam mit Dystroglycan die membrandurchspannende Komponente des Dystrophin-Glycoprotein-Komplexes, welcher F-Aktin des Zytoskeletts mit Elementen der Extrazellulärmatrix verknüpft. Dies dient der Stabilisierung der Sarkolemm sowie deren Schutz vor Scherkräften. Ein Defekt der Sarcoglycane (z. B. durch Mutation der codierenden Gene) führt zu Sarcoglycanopathien. So können Mutationen in den Genen für Sarcoglycan α, β, γ, oder δ (nicht ε) zur Gliedergürteldystrophie führen. Während Sarcoglycane α, β, γ, δ, und ζ hauptsächlich im Muskel vorkommen, findet sich Sarcoglycan ε in verschiedenen Organen wie Leber, Niere, Lungen, Milz und vor allem in Nervenzellen.

## Gene
- SGCA
- SGCB
- SGCD
- SGCE
- SGCG
- SGCZ